# Sahatwar
Sahatwar es un pueblo y nagar Panchayat situado en el distrito de Ballia en el estado de Uttar Pradesh (India). Su población es de 20615 habitantes (2011). 

## Demografía
Según el censo de 2011 la población de Sahatwar era de 20615 habitantes, de los cuales 10731 eran hombres y 9884 eran mujeres. Sahatwar tiene una tasa media de alfabetización del 67,3%, inferior a la media nacional del 67,68%: la alfabetización masculina es del 75,93%, y la alfabetización femenina del 57,85%.